# دولة حارس البوابة
تم تقديم مفهوم دولة البواب من قبل مؤرخ افريقيا فريدريك كوبر في كتابه افريقيا منذ عام 1940(ماض الحاضر) وهو يستخدم لوصف الدول الأفريقية التي تتمثل مهمتها الرئيسية في موازنة عدم استقرار الرقابة السياسية الداخلية ضد تأثير العوامل الخارجية.

## المفاهيم
وفقا لكوبر، تعاني الحكومات الأفريقية من خلل اقتصادي وسياسي ينبع من تسلسل تاريخي معين.ويرى على وجه التحديد ان «افريقيا قد تم غزوها بشكل منهجي ولكن لم يتم حكمها بشكل منهجي» (2002:196ـ197)، وبالتالي فان الدول المستعمرة كانت حكومات رقابية«قد واجهت مشاكل في مد سلطتها وقيادتها» وحصولها على  احترام الناس من الداخل  (المرجع السابق156) ولكن يمكن لها السيطرة على الاقتصادات الوطنية والعالمية (المرجع السابق141).
وقد سعت القوى الاستعمارية أساسا لانتزاع الموارد من افريقيا (على سبيل المثال الموارد الطبيعية واليد العاملة) الأمر الذي ادى إلى سيطرة سياسية محدوده في المناطق. وبالتالي، اعتمدت سلطة الانظمة الاستعمارية على القوات العسكرية المتفوقة للثورة المتروبولية، التي يمكن أن تهزم المقاومة المنظمة بسهولة، ولكنها لا تستطيع أن تمنع السلطة ولا تكتسب الشرعية (المرجع السابق:157).
على مدار التاريخ الأفريقي فإن استبدال القادة الاستعماريين بزعماء افارقة اصليين للحصول على الدعم أو الاستقرار بين الناخبيين. لم ينجح وبالتالي، فإن بقاء كل مستعمرة يعتمد على الموارد الخارجية والدعم وليس على العوامل الداخلية كما هو الحال في الدول القائمة ونظرا لضعف الرقابة الداخلية، انتج هذا الاعتماد الخارجي توجها يركز على «الرقابة» حيث قام المسؤليين بجمع معظم ايراداتهم من الضرائب على الوردات والصادرات، وتذاكر الدخول والخروج الخاضعة للرقابة، وتوزيع المساعدات الخارجية، وقرروا إمكانية نقل العملة في الداخل أو في الخارج، وإصدار تراخيص تحدد من يمكنه المشاركة في الانشطة والاعمال.
ويقول كوبر إن «الولايات التي جاءت» ما بعد الاستعمار، ورثت عباءة حارس البوابة من حكامهم السابقيين. بيد أن الاستقلالية أدت إلى تفاقم العواقب السلبية المترتبة على الحفاظ على البوابة لأنه في حين كان من المسلَم به قبل ان يسيطر على البوابة (إلى جانب السلطة والثروة المستمدة منها)، لم تكن هناك في الفترة اللاحقة للاستعمار قوة عسكرية خارجية لفرض النظام.
علاوة على ذلك، على عكس القوى الاستعمارية (على الأقل قبل «حقبة التنمية» بعد عام 1940) اراد الحكام الأفارقة فرض سلطتهم داخليا من أجل التأثير على تحول بعيد المدى للاقتصاد والمجتمع. وعلاوة على ذلك، فإن السيطرة على البوابة كانت بظاهرة (المرجع السابق 159) أو لعبة محصلتها صفر وكانت حصص السيطرة عالية للغاية لأن الفائزين اكتسبوا سيطرتهم على الموارد التي يمكنهم استخدامها لترسيخ حكمهم: ونتيجة لذلك، نشأت منافسة شرسة من أجل السيطرة على الوابة بعد الاستقلال مباشرة، مما ادى إلى عدم الاستقرار السياسي غير المنطقي وبشكل جماعي التي حدثت في افريقيا بعد الاستقلال كما يتضح العديد من الانقلابات والانقلابات المضادة.